# Molenahalli, Pandavapura
Molenahalli là một làng thuộc tehsil Pandavapura, huyện Mandya, bang Karnataka, Ấn Độ.